# Granato

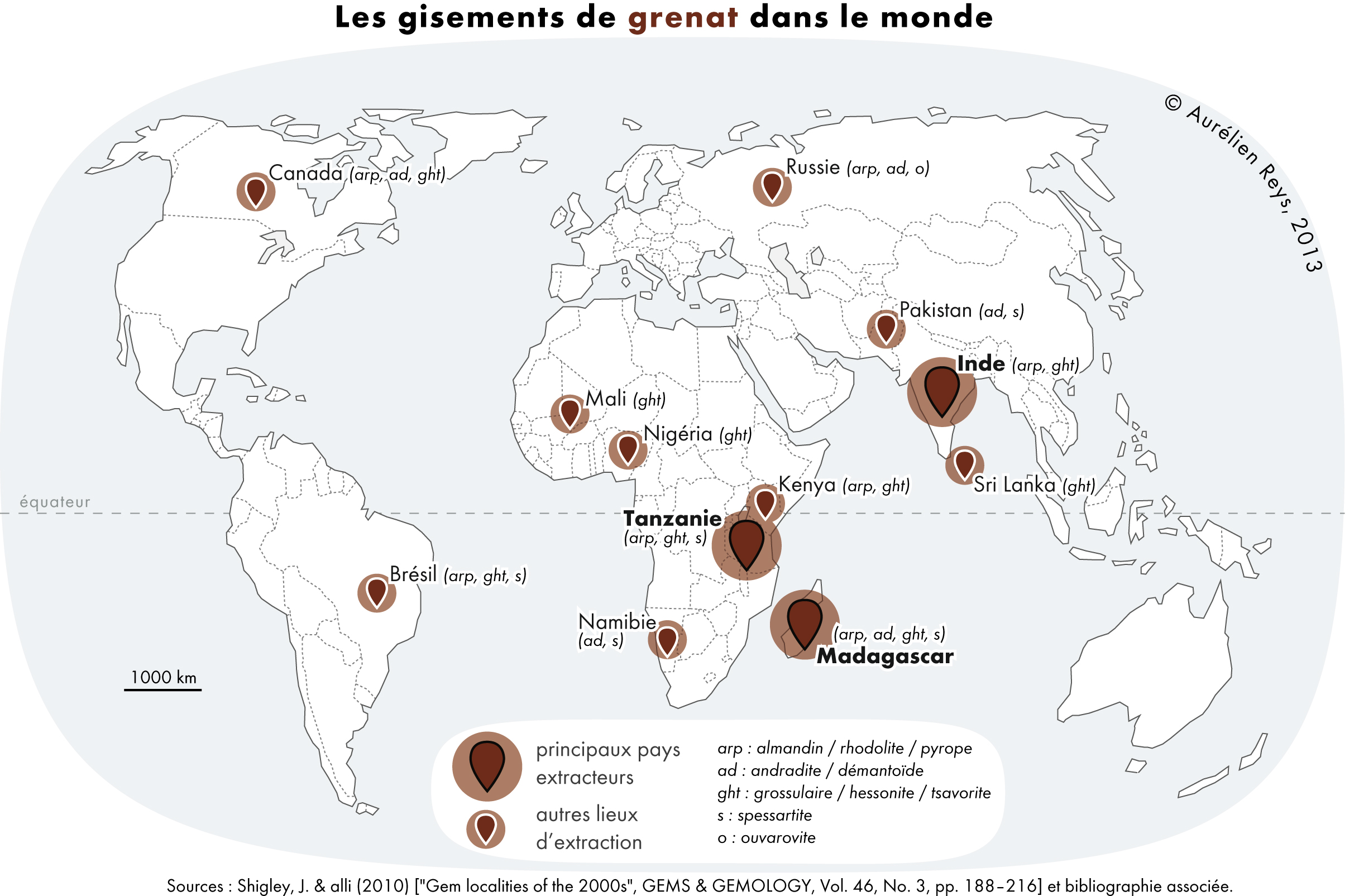
Principali paesi produttori di granati

I granati sono un gruppo di minerali nesosilicati appartenente al supergruppo del granato.
Le specie principali dei granati sono sei, raggruppate in due serie isomorfe (composti aventi uguale formula generale e uguali forme cristalline ma con diversa composizione chimica): piralspite (piropo, almandino, spessartina) e ugrandite (uvarovite, grossularia, andradite).

## Etimologia
Il nome "granato" deriva dal latino granatus (grano), con un probabile riferimento a mela granatum (melagrana), pianta con semi rossi con forma e colore simili a quelli di alcuni cristalli di granato.

## Struttura cristallina
I granati sono nesosilicati con formula generale X3Y2(SiO4)3. Il sito X è generalmente occupato da un catione bivalente (Ca2+, Mg2+, Fe2+, Mn2+) e il sito Y da cationi trivalenti (Al3+, Fe3+, Cr3+) in coordinazione cubica e ottaedrica rispettivamente.
Il silicio è posto al centro di un tetraedro ai cui vertici vi sono quattro atomi di ossigeno; questi ultimi sono legati a cationi costituendo così la struttura dei granati. I cationi possono sostituirsi tra di loro per isomorfismo facendo in modo che non esistano termini puri ma miscele di vari granati.

## Proprietà fisiche
I granati si trovano in vari colori, variabili a seconda della composizione, tra cui il rosso, arancione, giallo, verde, rosa, viola, marrone, nero e blu. Vi sono anche diverse varietà di granati che cambiano colore al variare della luce a cui sono esposti (naturale, artificiale o ad incandescenza).
I granati presentano lucentezza vitrea o resinosa, e sono trasparenti o traslucidi.
Generalmente i cristalli sono ben formati; anche in granuli arrotondati o fratturati; anche granulare massivo.
L'abito cristallino è prevalentemente dodecaedrico, trapezoedrico (spesso in combinazione) occasionalmente si osserva anche l'esacisottaedro; il sistema cristallino è cubico.
A seconda della composizione chimica dei Granati, i legami atomici variano di forza. Per tale motivo, questo gruppo di minerali presenta una durezza variabile tra 6,5 e 7,5 nella Scala Mohs. Se un campione del minerale viene sfregato su una superficie scabra (in genere una mattonella di porcellana bianca grezza), produce uno striscio bianco.

## Specie principali

### Serie Piralspite - Alluminio nel sito Y
- Almandino - Fe3Al2(SiO4)3
- Spessartina - Mn3Al2(SiO4)3
- Piropo - Mg3Al2(SiO4)3
  - Rodolite - (Mg,Fe)3Al2(SiO4)3

#### Almandino
L'almandino si presenta di colore rosso, tendente al bruno o al violaceo; è la varietà più comune di granato, conosciuta anche come granato orientale o rubino almandino. L'almandino si origina in rocce metamorfiche, spesso associato a minerali come staurolite, cianite o andalusite.

#### Spessartina
La spessartina ha colore giallo-arancio. Il nome deriva da Spessart in Baviera. Sebbene sia abbastanza rara, è conosciuta ed utilizzata come pietra preziosa in gioielleria con il nome di granato mandarino. È presente nei graniti pegmatiti e in certi filliti all'inizio del loro processo metamorfico.

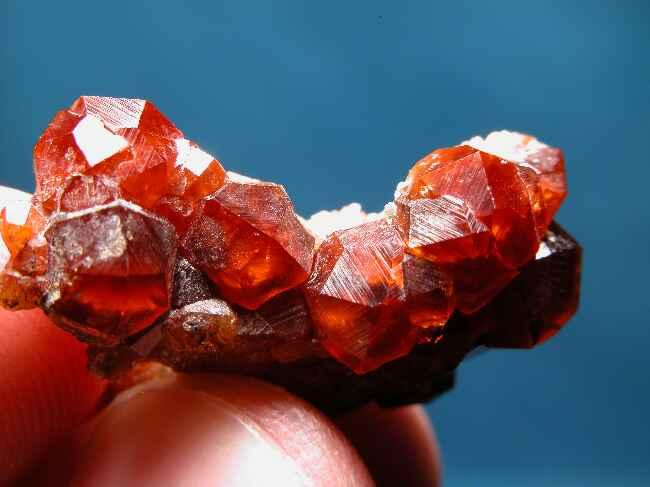
Spessartina

#### Piropo
Il piropo ha tipicamente colore rosso fuoco. È spesso stato usato come gemma nel XVIII e XIX secolo, e ancora oggi, col nome di rubino del Capo, rubino dell'Arizona e granato boemo. Una varietà di piropo con tonalità rosso-violetto è stata chiamata rodolite: la sua composizione chimica è una miscela di piropo e almandino, nella proporzione di due parti piropo ad una parte almandino. Un'altra varietà di granati, recentemente scoperta (fine anni ottanta), dalla caratteristica tonalità viola-bordeaux, talvolta con sfumature rosate, è il cosiddetto granato magenta. Un'ulteriore variante è rappresentata dai granati blu del Madagascar che cambiano colore, dal blu al rosso, composti da piropo e spessartina. Il piropo, inoltre, è un minerale indicatore per rocce ad alta pressione.

### Serie Ugrandite - Calcio nel sito X
- Andradite - Ca3Fe2(SiO4)3
  - Demantoide - Ca3Fe2(SiO4)3
  - Melanite - CaFeTi(SiO4)3
  - Topazolite - Ca3Fe23+(SiO4)3
- Eringaite - Ca3Sc3+2Si3O12
- Grossularia - Ca3Al2(SiO4)3
  - Essonite - Ca3Al2(SiO4)3
  - Tsavorite - Ca3Al2(SiO4)3

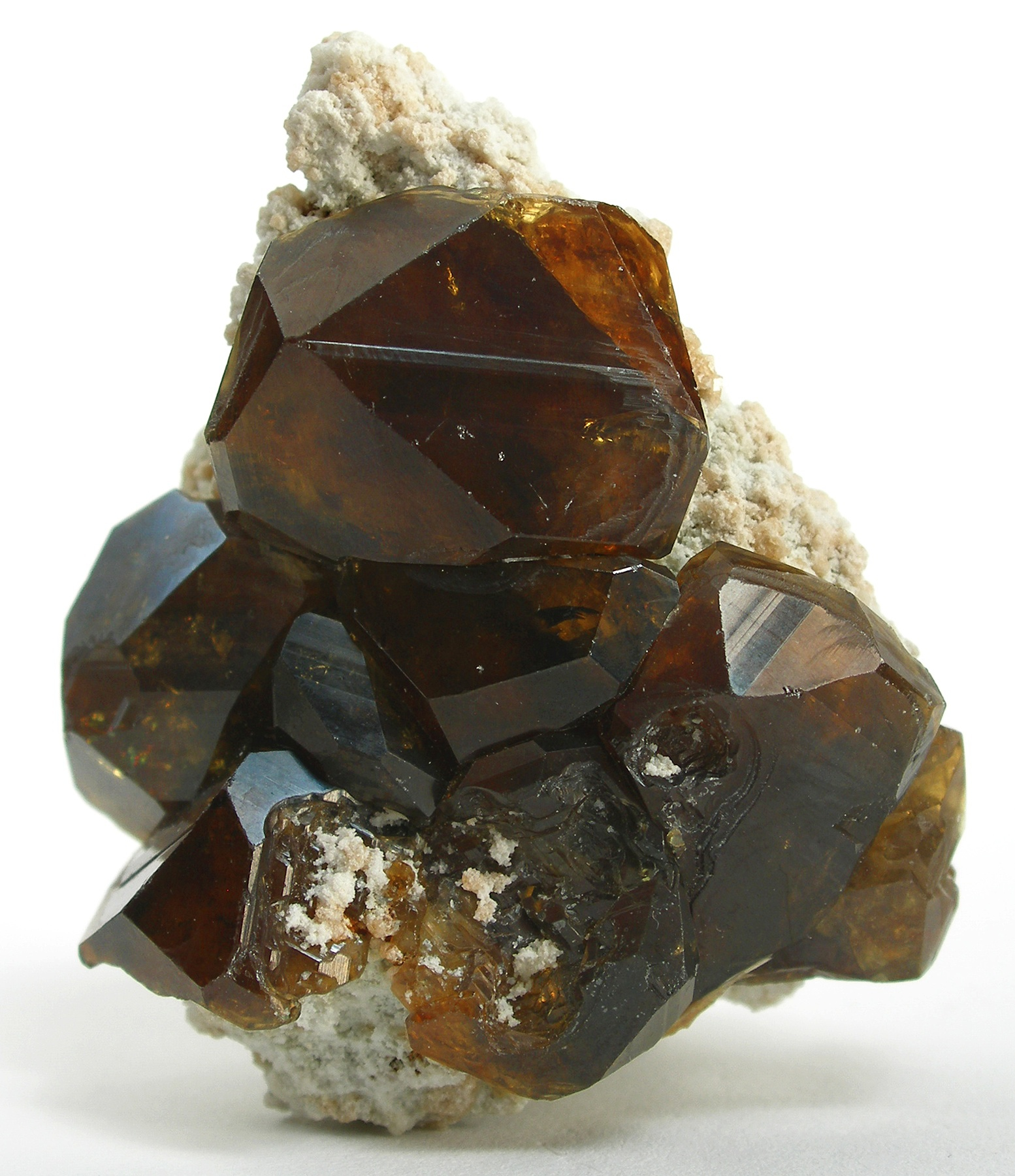
Andradite

  - Idrogrossularia - Ca3Al2(SiO4)3−x(OH)4x
- Rubinite - Ca3Ti3+2Si3O12
- Uvarovite - Ca3Cr2(SiO4)3

#### Andradite
L'andradite può avere colore rosso, giallo, marrone, verde o nero in base a quale delle tre varietà è presa in considerazione: melanite (nero-marrone), demantoide (giallo-verde) e topazolite (giallo-arancione). L'andradite si trova in rocce magmatiche. La sua dispersione ottica supera quella del diamante.

#### Grossularia
Il nome grossularia deriva dal nome botanico dell'uva spina, grossularia, in riferimento al granato verde di questa composizione che si trova in Siberia. Vi sono tre varietà, essonite, tsavorite e idrogrossularia, di colore rispettivamente rosso, verde e marrone, ma vi sono anche esemplari gialli e incolori. Si può reperire nelle rocce metamorfiche generate per metamorfismo di contatto di sedimenti calcarei e in associazione di vesuvianite, diopside, wollastonite e scapolite.

#### Uvarovite

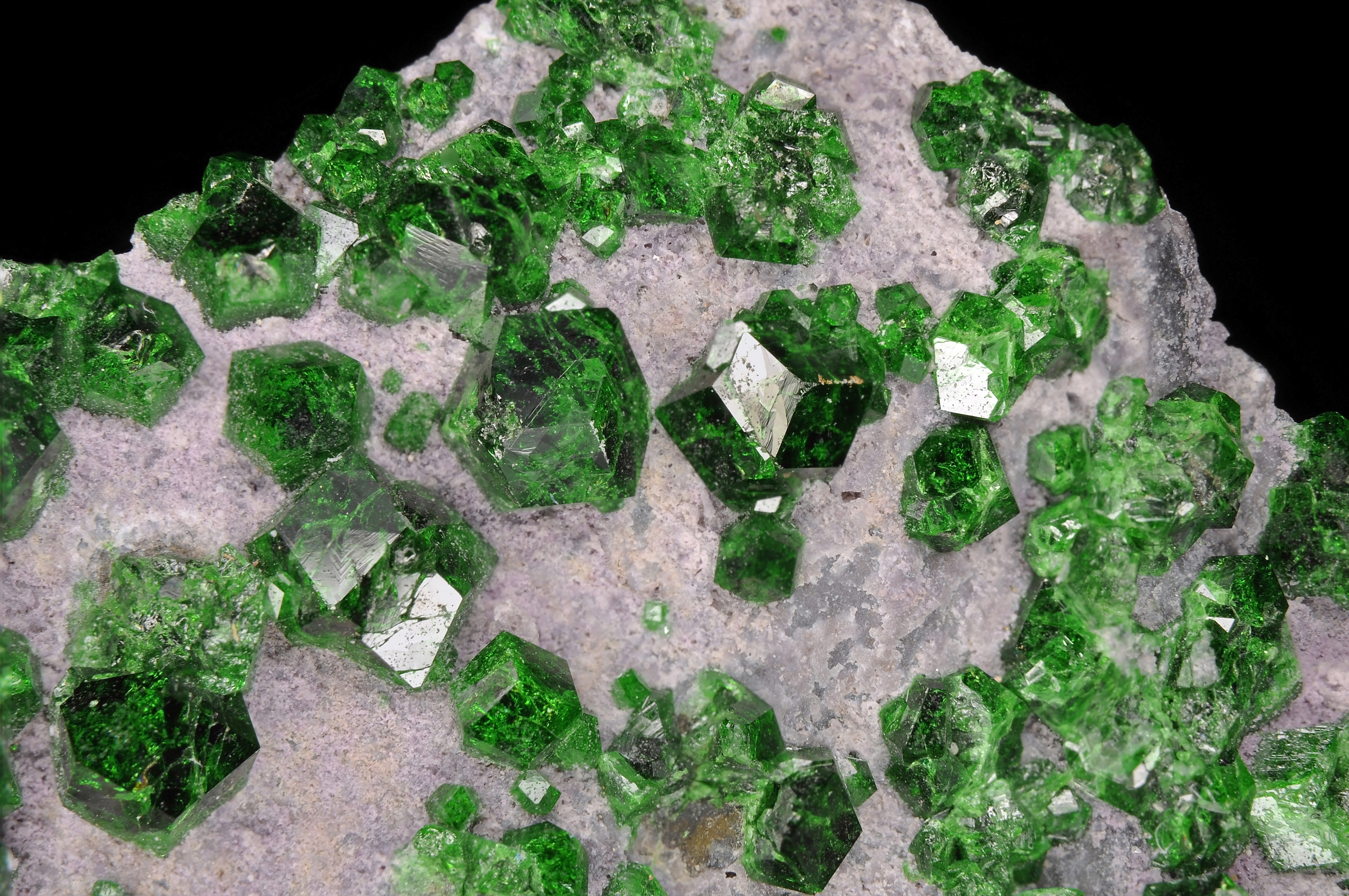
Uvarovite

L'uvarovite è di colore verde smeraldo, è tra i granati più rari e ricercati.  È rintracciabile principalmente nelle serpentiniti.

## Tabella riassuntiva
| Nome del Minerale | Formula       | Sistema Cristallino | Classe di Simmetria | Peso Specifico (G) | Durezza (H) |
| ----------------- | ------------- | ------------------- | ------------------- | ------------------ | ----------- |
| Almandino         | Fe3Al2(SiO4)3 | Cubico              | 4/m32/m             | 4,32               | 7-7½        |
| Andradite         | Ca3Fe2(SiO4)3 | Cubico              | 4/m32/m             | 3,86               | 6½-7        |
| Grossularia       | Ca3Al2(SiO4)3 | Cubico              | 4/m32/m             | 3,59               | 6½          |
| Piropo            | Mg3Al2(SiO4)3 | Cubico              | 4/m32/m             | 3,58               | 7-7½        |
| Spessartina       | Mn3Al2(SiO4)3 | Cubico              | 4/m32/m             | 4,19               | 7-7½        |
| Uvarovite         | Ca3Cr2(SiO4)3 | Cubico              | 4/m32/m             | 3,90               | 7-7½        |

## Usi
Fin dall'antichità, i granati sono comunemente usati come pietre preziose. Al giorno d'oggi la sabbia di granato viene usata a fini industriali come un buon abrasivo. Miscelato con acqua ad altissima pressione, il granato viene utilizzato per tagliare acciaio e altri materiali in getti d'acqua.

## Imitazione
Come altre pietre preziose anche il granato (sia almandino sia piropo) può essere riprodotto artificialmente. Il risultato è ottenuto tramite l'impiego di un vetro incolore a cui viene data la tinta del granato fondendolo con vetro di antimonio, polvere d'oro e ossido di manganese. In tal modo si riesce a raggiungere un colore molto simile a quello del granato naturale, ma ad un occhio esperto facilmente distinguibile dalla pietra vera.